# Tygh
Tygh (Tyigh, Attayes, Iyich, Ta-ih, Thy, Tyh, Upper Des Chutes), pleme Tenino Indijanaca, porodica Shahaptian, čiji je dom bio područje uz rijeke Tyigh i White u okrugu Wasco Oregon. Povijest Tyigha identična je ostalim grupama Tenina. Godine 1855., po ugovoru Wasco Treaty odlaze na rezervat Warm Springs gdje se nisu posebno popisivali, nego su s ostalima vođeni kao Warm Springs Indians. Brojno stanje 1854., znači godinu dana prije odlaska na rezervat, bilo im je 500, a 1859. (450). 
Kultura Tyigha i Tenina pripadala je području Platoa. Ostali nazivi za njih bili su Teáxtkni ili Télknikni (Klamath) i Tse Amínema (Luckiamute). 

## Vanjske poveznice
- Indian Tribe History: Tyigh  Arhivirana inačica izvorne stranice od 12. listopada 2009. (Wayback Machine)